# Батнер (Северна Каролина)
Батнер (енгл. Butner) град је у америчкој савезној држави Северна Каролина.

## Демографија
По попису из 2010. године број становника је 7.591, што је 1.799 (31,1%) становника више него 2000. године.
| Група             | 2000.         | 2010.         |
| Белци             | 2.757 (47,6%) | 4.007 (52,8%) |
| Афроамериканци    | 2.622 (45,3%) | 2.286 (30,1%) |
| Азијати           | 37 (0,6%)     | 65 (0,9%)     |
| Хиспаноамериканци | 264 (4,6%)    | 1.118 (14,7%) |
| Укупно            | 5.792         | 7.591         |